# 키야트
키야트(Qiyad)는 몽골 부락 보르지긴(Borjigin) 씨족에서 나온 한 지파로서, 카불 칸(Khabul Khan)에서 시작된 씨족집단이다. 키야트(Qiyad, 乞牙惕)는 키얀(Qiyan, 乞顔) 혹은 캬운(Kiyoun, 奇渥温)의 복수형으로 '분류(奔流)'를 뜻한다. 징기스칸의 일족인 키야트 보르지긴 씨는 그 한 일족이다.

## 기원
카불 칸 일족이 칭한 키야트 씨는 아주 오래전에 '키얀'이라는 이름으로 존재하였다. 전승에 의하면 다음과 같다.
몽골족은 문자를 모르며 선조의 이름과 부족의 역사적 사실을 구두로 전해왔다. 이 전설에 의하면 징기스칸 탄생으로부터 2천년 전, 몽골족은 타타리(몽골고원) 밖에 거주하던 민족에게 정복되어 몰살당한 적이 있었다. 이때 살육을 면한 것은 두 남자와 두 여인뿐으로, 이들은 에르게네 쿤(Ergene Qun)이라고 불리는 산맥에 거하여 둘러싸인 한 지방에 피난하였지만, 에르게네 쿤은 험한 기슭이라는 뜻이다. 비옥한 이곳에서 누구스와 키얀이라는 두 피난자 후예는 급속한 세로 증가하여, 여러 부족으로 나뉘었다. 우뚝 솟은 암벽을 경계로 그 안에 갇혀버려 몸을 움직일 수 없었던 이 민중들은 이곳에서 탈출할 대책을 강구하였다. 그들에게는 이 산맥 안에 한 산으로부터 철광을 채굴하는 관습이 있었다. 이들은 이 광산에 많은 목재를 쌓아두고 불을 붙이고 70개의 풀무로 불을 지펴 갱을 녹이고, 이 새로운 민족을 위해 통로를 만들었다. 징기스칸의 후예인 몽골조 제왕들은 이 사건을 기념하여 제사를 지냈다. 즉 새해 전야에 대장장이들은 황제의 면전에서 작열하는 철을 담금질하고 일동은 엄숙히 상제(上帝)에게 감사를 표하는 것이다. 이것이 몽골민족의 기원으로, 몽골이란 소박하고 취약하다는 뜻이다.
 — 라시드 웃딘(Rashīd al-Dīn) 『집사(集史)』 투르크•몽골 제부족지
이 전승은 돌궐(突厥) 시조 설화와도 닮았으나, 『원조비사(元朝秘史)』 이외의 몽골사료에는 보이지 않는 독특한 기사이다. 이 몽골 민족 조상들이 에르게네 쿤 산맥에서 나와 일부 씨족으로 나뉘어 갔지만 차차 '키얀'이란 이름은 끊기게 되어 잊혀져 갔다. 그러나 카불 칸은 전 몽골민족을 통일하자 그 자손들이 고전승에 근거하여 '키얀'(Qiyan, 乞顔)이라고 영예높은 씨를 친하는 씨족집단을 만들었고, 한데 묶어 '키야트(Qiyad, 乞牙惕)'라고 칭하였다. 한편 동족 차라카이 린쿠(Charakai Linku) 일족은 네구스(Negus) 씨라고 칭하였고 그 손자 암바카이 칸(Ambaghai Khan)이 몽골 부락의 칸을 이었으나, 그의 계통은 타이치우트 씨라고 하여, 키야트 씨와 타이치우트 씨가 보르지긴 씨족 2대 씨족이 되어 3대에 걸쳐 몽골 칸 위를 독점하였다.

## 키야트씨에서 나뉜 분족
카불 칸에서 시작된 키야트씨는 이후에 여러 씨족으로 나뉘었다.
- 키야트 주르킨(Qiyad Jurkin) : 카불 칸의 장남 오킨 바르카크(Ökin Barqaq)의 일족
- 키야트 창시우트(Qiyad Čangši'ud) : 카불 칸의 차남 바르탄 바가투르(Bartan Baghatur)의 장남 몽게투 키얀(Mönggetu Qiyan)의 일족
- 키야트 사야르(Qiyad Sayar) : 카불 칸의 차남 바르탄 바가투르(Bartan Baghatur)의 차남 네쿤 타이시(Nekün Taiši)의 일족, 혹은 카불 칸의 사남 쿠툴라 칸(Qutula Khan)의 일족
- 키야트 보르지긴(Qiyad Borjigin) : 카불 칸의 차남 바르탄 바가투르의 삼남 예수게이 바가투르(Yesügei Baghatur)의 일족[8]

## 같이 보기
- 보르지긴
- 징기스칸
- 칭기즈 칸 가계도